# Isidoro Carini
Isidoro Carini, né le 7 janvier 1843 à Palerme et mort le 25 janvier 1895 à Rome, est un prêtre et érudit italien.

## Biographie
Isidoro Carini est né à Palerme le 7 janvier 1843. Il est fils du général Giacinto Carini. Après d’excellentes études faites au Collège des Jésuites et au Séminaire archiépiscopal, il est ordonné prêtre en 1866. Encore au Séminaire il fonde un journal intitulé L'Amico della religione. En 1868 il fonde un nouveau journal, L'Ape iblea. En même temps il collabore à deux autres publications, l' Eucaristia et les Letture Domenicali. En 1872 il fonde l' Archivio storico Siciliano, de concert avec le baron Raffaele Starrabba. Malgré ces occupations littéraires il trouve encore le temps de s'occuper de la fondation de la Société des intérêts catholiques à Palerme et en même temps il est Assistant ecclésiastique du Cercle de la jeunesse catholique de cette ville. Le cardinal Celesia reconnaissant les hauts mérites du jeune prêtre, le nomme chanoine de la cathédrale, casuiste et examinateur pro-synodal. 
En 1877, il est nommé professeur de paléographie et de diplomatique aux Archives de l’État à Palerme et le Gouvernement le proposa à une chaire universitaire. Appelé à Rome en 1885, il est nommé sous-archiviste des Archives Vaticanes. Léon XIII ayant fondé l'École vaticane de paléographie, de diplomatique et d'archivistique, appelle Mgr Carini à la direction de cet Institut de haute science, où assistent à ses doctes leçons les jeunes gens de toutes les nations.

## Œuvres
- Sulle scienze occulte nel Medio Evo, Palerme, Perino, 1872.
- Sommario brevissimo delle lezioni di paleografia tenute nella nuova Scuola Vaticana l'anno 1885 dal can. Isidoro Carini, vol. 1 : Scritture varie, scrittura latina, Rome, Tipografia vaticana, 1886.
- Aneddoti siciliani pel can. Isidoro Carini, professore di paleografia in Vaticano e prelato domestico di S. S., Palerme, Tipografia dello Statuto, 1888-1891, 4 vols.
- Il papiro : appunti per la nuova scuola Vaticana del prof. Isidoro Carini, Rome, tip. Vaticana, 1888.
- La pubblicazione de' libri nell'antichità : le recite, il commercio librario : appunti per la Nuova Scuola vaticana del prof. Isidoro Carini, Rome, Tip. vaticana, 1889.
- Il Signum Christi ne' monumenti del Medio Evo : appunti per la nuova scuola vaticana : fasc. dell'intiero corso, Rome, tip. Vaticana, 1890.
- Le catacombe di S. Giovanni in Siracusa e le memorie del Papa Eusebio, Rome, tip. della Pace di Filippo Cuggiani, 1890.
- Libri e manoscritti lasciati alla Biblioteca Vaticana dal march. Gaetano Ferrajoli: doppia lettura alla società rom. per gli studi orientali e biblici fatta dal can. Isidoro Carini, Rome, Tipografia Vaticana, 1890.
- L'Arcadia dal 1690 al 1890: memorie storiche : contributo alla storia letteraria d'Italia del secolo XVII e de' principi del XVIII, Rome, tip. di F. Cuggiani, 1891.
- Il commento dantesco di frate Giovanni da Serravalle, Rome, Editrice romana, 1892.
- I correttori : appunti per la nuova scuola vaticana del prof. Isidoro Carini, Rome, Tip. vaticana, 1894.
- Il libro d'oro delle diocesi di Périgueux e di Sarlat, Rome, Tip. editr. romana, 1894.
- Panegirici e discorsi, Giarre, Tipografia del predicatore cattolico, 1895.